# 教育部顧問室
教育部顧問室是中華民國教育部曾於1979年－2013年以任務編組成立的部內單位，當初稱作「教育部科技顧問室」，以對教育的科技研發作為推動主要業務。

## 沿革
1979年，行政院頒佈《科學技術發展方案》，並在教育部、經濟部、交通部及國防部成立科技顧問室，6月4日「教育部科技顧問室」核准成立。1983年，行政院頒佈《加強培育及延攬高級科技人才方案》，教育部科技顧問室負責此方案規劃，增加大學科技系所招生人數、延攬及培育師資、捐募國防與重點科技獎學金與高教司共同落實推行。1990年8月16日，行政院基於人文社會科學日益重要，將教育部科技顧問室改稱為「教育部顧問室」。
2013年1月1日，教育部配合行政院功能業務與組織調整，整併電子計算機中心、顧問室及環境保護小組成立「教育部資訊及科技教育司」。

## 歷任主任
1. 汪群從：民國69年2月－民國71年1月
2. 陳舜田：民國71年2月－民國74年7月
3. 顏清連：民國74年8月－民國76年6月
4. 張進福：民國76年7月－民國79年8月
5. 魏哲和：民國79年9月－民國81年7月
6. 陳文村：民國81年8月－民國85年1月
7. 鄭國順：民國85年2月－民國86年2月
8. 孟繼洛：民國86年2月－民國86年8月
9. 張俊彥：民國86年9月－民國87年6月
10. 張真誠：民國87年7月－民國89年6月
11. 顏鴻森：民國89年8月－民國91年3月
12. 楊泮池：民國91年4月－民國94年9月
13. 陳南鳴：民國94年9月－民國97年5月
14. 唐堂：民國97年7月－民國98年11月
15. 蘇慧貞：民國98年12月－民國100年1月
16. 胡志偉：民國100年2月－民國101年12月31日（末任）